# Brocklehurst
Brocklehurst est un quartier de Kamloops dans le district régional de Central Okanagan en Colombie-Britannique.